# Земский собор 1632—1634 годов
Земский собор 1632—1634 годов — земский собор (совещание) о необходимости, за оскудением государственной казны, нового, по всему Русскому государству, чрезвычайного денежного сбора на жалование ратным людям при продолжающейся войне с Польшей 1632—1634 годов.
Собор проходил в присутствии царя Михаила Фёдоровича.

## Предыстория
Основная статья Смоленская война
В 1632 году в Польше умирает король Сигизмунд III, и начинаются неурядицы в связи с избранием нового короля. Московское правительство, пользуясь ситуацией, объявляет войну Польше, чтобы вернуть те русские земли, которые остались за ней по Деулинскому перемирию. Боярин М. Б. Шеин осадил Смоленск, который после 8-месячной осады готов был сдаться. Владислав IV вскоре был избран на польский престол и выступил с войском под Смоленск. Приход польского войска осложнил военную ситуацию на театре боевых действий, кроме того у русского войска оказался недостаток в средствах и провианте. Выяснилось, что обыкновенных государственных доходов на ведение войны не хватает, и что для пополнения казны необходимы экстренные меры. Тогда, по предложению московского правительства, собирается земский собор.

## Земский собор 1632—1633 годов
Земский собор на различных сессиях заседал в 1632—1633 годах.
Перед собором ставилось две задачи:
1. Идеологическое обоснование необходимости войны с Польшей (все претензии были расписаны в грамоте).
2. Санкционирование сбора пятинных и запросных денег.

Обе задачи собором были выполнены.
На совещаниях участников собора, было решено взять на жалование ратным людям с торговых людей «пятую деньгу», а с остальных лиц — «вспоможение, кто что даст».
Продолжающаяся война была неудачной для русских войск, требовались новые ратные люди, всякие пушечные и продовольственные запасы. Государева казна продолжалась оставаться пустой, так как торговые люди пятую деньгу давали «неправдою», т.е непропорционально своим оборотам и стоимости имущества. Правительство снова обратилось к земскому собору с просьбой оказать казне поддержку.

## Земский собор 1634 года
Заседание чинов Московского государства состоялось 29 января 1634 года в Столовой избе, на основании царского указа от 28 января 1634 года. Чинам в присутствии царя Михаила Фёдоровича была сказана речь, в заключение которой говорилось: «И Вам бы, властям и освящённому собору (высшее духовенство), боярам, окольничим, думным чинам, стольникам, дворянам, которые в Москве и воеводам, которые по городам, всяким приказным людям на жалование ратным людям со своих доходов дать денег. А гостям и всяким тягловым людям со своих животов (доходов) и с промыслов дать пятую деньгу вправду, а царь Михаил Фёдорович то ваше вспоможение учинит памятно и впредь начнёт жаловать своим государственным жалованием во всех мерах».
Соборное представление гласило: собрать со всяких людей деньги, «смотря по пожиткам, что кому мочно». Была разработана техническая сторона дела, как именно лучше всего следует собирать пособия и деньги «с животов и промыслов» «вправду».
Царь 07 февраля 1634 года указал новый налог собирать боярину, князю Б. М. Лыкову, окольничему В. Г. Коробьину, чудовскому архимандриту Феодосью, дьякам М. Неверову и Н. Петрову. Порядок взыскания налога подробно регламентировался в наказе от 18 февраля 1634 года.

## Состав собора
Присутствовало большое количество духовенства: освящённый собор (высшее духовенство), митрополит новгородский Киприан, митрополит ростовский Варлам, митрополит крутицкий Павел, архиепископ вологодский Варлаам, архиепископ рязанский Антоний, архиепископ суздальский Иосиф, архиепископ тверской Евфимий, архиепископ псковский Иосаф, епископ коломенский Рафаил, митрополиты, архиепископы, епископы, архимандриты, игумены, которые были в Москве и из городов к Москве приехали. Очевидно, что от церковных властей ждали большой денежной помощи казне. Также присутствовали: Боярская дума, окольничие, думные чины, стольники, стряпчие, дворяне и дети боярские, гости и торговые люди, суконная и чёрная сотни, люди всяких чинов Московского государства.

## Историки о соборе
Историкам, прежде всего, бросился в глаза срок, потребовавшийся для созыва собора — всего один день, из чего Н. П. Загоскин делает вывод, что совещание 1634 года было не новым собором, а новым заседанием собора, созванного в 1632 году и в подтверждении своей мысли ссылается на упоминание «первого собора» в соборном акте 1634 года, утверждая, что собор не был распущен, а существовал до 1634 года.
В. Н. Латкин привёл ещё один довод в подтверждение, где в имеющемся в тексте грамоты 1634 года было упоминание 141 (1633) года, и он понимает это как обращение к членам собора, сохранивших свои полномочия с 1632 по 1634 года.
Профессор Б. Н. Чичерин, говоря о соборе, писал, что при первом взгляде, что у нас, как и на Западе, чрезвычайные подати собирались только с согласия плательщиков. Если бы это было так, то такой характер податного обложения мог бы сыграть видную роль в истории соборного устройства, так как западные представительные учреждения выросли из необходимости для правительства заручиться согласием населения на сбор с него денежных средств. У нас никакого юридического начала по сбору чрезвычайных податей не было. Обращение московского правительства к земскому собору вызвано просто соображением удобства. В ином случае пришлось бы взывать к патриотическим чувствам населения и к добровольному согласию земских людей, чтобы собрать более или менее значительные суммы, а в противном случае было бы очень трудно собрать налог, так как население и без того было обременено всякого рода поборами. Правительство же и без участия земских людей имело полную возможность вводить новые налоги, и согласия плательщиков на такие сборы не требовалось.